# Mumie (film, 1999)
Mumie (anglický název The Mummy) je film z roku 1999, který natočil americký režisér Stephen Sommers v hlavních rolích s Brendanem Fraserem, Rachel Weiszovou a Johnem Hannahem. Film vznikl na motivy filmu Mumie s Borisem Karloffem z roku 1932.
Jedná se o dobrodružný film s prvky komedie, akce a hororu. Původně mělo jít o část nízkorozpočtové hororové série, ale nakonec se z filmu stal blockbuster.
Díky komerčnímu úspěchu filmu vzniklo v roce 2001 pokračování Mumie se vrací a také seriál The Mummy: The Animated Series, byl natočen také film odehrávající se před Mumií Král Škorpion. V roce 2008 vzniklo další pokračováni filmu Mumie: Hrob Dračího císaře.

## Děj
Film začíná v Egyptě přibližně v roce 1290 př. n. l., kde má žena faraona Sethiho I. Anck-su-Namun milence velekněze Imhotepa, ačkoli se jí žádný jiný muž než faraon nemůže dotýkat. Když na to faraon přijde, jeho žena s milencem ho zabijí. Anck-su-Namun spáchá sebevraždu s tím, že ji Imhotep později oživí. Ten proto později unese její tělo do města mrtvých Hamunaptry, kde začne s oživovacím obřadem. Před dokončením jsou ale odhaleni Sethiho vojáky a duše Anck-su-Namun se tak musí vrátit do podsvětí. Za svá provinění jsou Imhotepovi kněží mumifikováni zaživa a samotný Imhotep je postižen kletbou Hom Dai – je mu vyříznut jazyk a je zaživa pohřben s brouky požírajícími lidské maso. Kletba dává Imhotepovi věčný život, aby své utrpení prožíval navěky. Jeho sarkofág pod sochou boha Anubise je střežen medžaji, potomky strážců faraona. Pokud bude Imhotep někdy osvobozen, síly, které způsobily jeho nesmrtelnost mu dovolí spustit na Egypt 10 ran egyptských.
V roce 1926 se britská káhirská knihovnice a budoucí egyptoložka Evelyn Carnahanová dostane ke složitému klíči a mapě, o nichž její bratr Jonathan tvrdí, že je našel v Thébách. Když zjistí, že mapa odhaluje cestu do Hamunaptry, Jonathan prozradí, že vše ve skutečnosti ukradl od uvězněného Američana Ricka O'Connella. Rick jim řekne, že ví, kde se město nachází, protože jeho jednotka Francouzské cizinecké legie náhodou našla legendární město, když utíkala před Araby. Rick se s Evelyn dohodne, že jí pomůže najít Hamunaptru pokud ho zachrání před oběšením. Rick potom vede výpravu do ztraceného města, při které narazí na výpravu lovců pokladů vedenou slavným egyptologem Allenem Chamberlainem a provázenou Beni Gaborem, zbabělým Rickovým kolegou z legie, jenž také zná polohu města.
Krátce po dosažení Hamunaptry jsou obě skupiny napadeny medžaji vedenými vojákem Ardethem Bayem. Ten je varuje před zlem, které ve městě číhá. Místo aby se řídily jeho radami, pokračují obě skupiny ve vykopávkách, obě v odlišných částech města. Evelyn hledá knihu Amun-Ra, která dokáže vzít život, ale místo toho náhodou narazí na Imhotepovy ostatky. Druhá skupina zase narazí na truhlu obsahující Knihu mrtvých spolu s kanopami s orgány Anck-su-Namun. Každý z členů výpravy si jednu z kanop vezme jako kořist.
V noci vezme Evelyn druhé výpravě Knihu mrtvých a nahlas přečte jednu stránku, čímž probudí Imhotepa. Ačkoli se obě výpravy vrátí do Káhiry, Imhotep-mumie pronásleduje Američany, kteří otevřeli truhlu a pomalu se s každým zabitým regeneruje. Beni setkání s Imhotepem přežije díky tomu, že mu slíbí věrnost a pomůže mu najít Američany a kanopy. Evelyn se domnívá, že kniha Amun-Ra dokáže Imhotepovi znovu vzít život, když mu ho dokázala Kniha mrtvých dát. Imhotep Evelyn unese do Hamunaptry, protože ji hodlá obětovat při oživování Anck-su-Namun. Rick a Jonathan ho pronásledují. Evelyn je po souboji s Imhotepovými mumiemi zachráněna a Imhotep se stane smrtelným díky knize Amun-Ra, ze které Evelyn přečte příslušnou pasáž. Rick ho pak zabije. Když Imhotep opouští svět živých, slibuje odplatu. Beni omylem spustí starověkou past a je sežrán brouky požírajícími lidské maso a Hamunaptra je pohlcena pískem. Evelyn, Rick a Jonathan uprchnou a jedou pryč na velbloudech proti západu Slunce obtěžkáni poklady.

## Obsazení
| Brendan Fraser     | Rick O'Connell        |
| Rachel Weisz       | Evelyn Carnahan       |
| John Hannah        | Jonathan Carnahan     |
| Arnold Vosloo      | Imhotep               |
| Kevin J. O'Connor  | Beni Gabor            |
| Oded Fehr          | Ardeth Bay            |
| Omid Djalili       | Gad Hassan            |
| Stephen Dunham     | Isaac Henderson       |
| Corey Johnson      | David Daniels         |
| Tuc Watkins        | Bernard Burns         |
| Jonathan Hyde      | Dr. Allen Chamberlain |
| Erick Avari        | Dr. Terence Bey       |
| Bernard Fox        | Winston Havelock      |
| Patricia Velásquez | Anck-Su-Namun         |
| Aharon Ipalé       | faraon Sethi I.       |

## Výroba

### Počátky
V roce 1992 se producent James Jacks rozhodl předělat původní film Mumie do 90. let. Universal Studios souhlasilo pod podmínkou, že dodrží rozpočet okolo 10 milionů dolarů, studio chtělo nízkorozpočtovou hororovou frančízu. K Jacksovi se přidal filmař Clive Barker, který měl film režírovat. Barker chtěl násilný film, jenž by vyprávěl o řediteli současného muzea, ze kterého se stane příslušník nějakého kultu a snažil by se oživit mumie. Jacks řekl, že Barberovo pojetí bylo "temné, sexuální a plné mystiky," a tvrdil, že by to mohl být skvělý film. Po několika schůzkách ale Barker a Universal přestali mít zájem a přerušili spolupráci. Zombie-styl, podobný jako ve filmu Noc oživlých mrtvol, chtěl do projektu přinést George A. Romero, ale Jacks a Universal to považovali za příliš děsivé.
Další volbou byl Joe Dante, který zvýšil rozpočet svým nápadem obsadit do role mumie Daniela Daye-Lewise. Tato verze (kterou spolunapsal John Sayles) byla zasazena do současnosti a zaměřovala se na reinkarnaci s prvky love story. V této verzi se objevili také například lidožraví brouci. Studio ale v té době chtělo film za 15 milionů dolarů, a tak Danteho verzi odmítlo. Film měl pak režírovat Mick Garris, ale projekt také opustil. Nabídku na Mumii dostal také Wes Craven, ale odmítl ji. V roce 1997 zavolal Jacksovi Stephen Sommers se svou vizí Mumie ve stylu Indiana Jonese nebo Jásona a Argonautů s mumií jako kreaturou, která ztěžuje hlavnímu hrdinovi život. Sommers viděl původní film v osmi letech a chtěl přetvořit věci, které se mu na něm líbili, ve větším měřítku. Sommers chtěl na Mumii pracovat již dlouhou dobu, ale vždy k ní byli povoláváni jiní režiséři. Když Sommer předložil svou vizi studiu Universal, které se zrovna vzpamatovávalo z propadu filmu Babe 2: Prasátko ve městě , to souhlasilo a navíc se mu nápad líbil natolik, že zvýšilo rozpočet z původních 15 na 80 milionů dolarů.

### Natáčení
Natáčení začalo v marockém Marrákeši 4. května 1998 a trvalo 17 týdnů. Z Marrákeše pokračovalo do saharské pouště blízko malého města Erfoud a před dokončením 29. srpna 1998 do Spojeného království. Kvůli nestabilní politické situaci štáb nemohl natáčet v Egyptě. Aby se štáb vyvaroval dehydrataci v horké Sahaře, lékařský tým vytvořil nápoj, který museli všichni pít každé dvě hodiny. Písečné bouře byly na denním pořádku, problémy způsobovali také hadi, pavouci a škorpioni. Mnoho členů štábu muselo být přepraveno pryč poté, co je některý z tvorů kousl.
Brendan Fraser téměř zemřel během natáčení scény, kde je jeho postava oběšena. Podle slov Rachel Weisz Fraser přestal dýchat a musel být resuscitován. Tvůrci měli oficiální podporu marocké armády a herci měli pojištění proti únosu.
Production Designer Allan Cameron našel blízko Erfoudu vyhaslou sopku, kde mohla být postavena celá fiktivní Hamunaptra. Lokace se režiséru Sommersovi líbily, protože: "Město skryté v kráteru zaniklé sopky dává smysl. Uprostřed pouště ho nikdy neuvidíte. Nikdy vás nenapadne jít se do toho kráteru podívat, jenom kdybyste věděli, co tam je." Sochy a sloupy z pouště pak musely být postaveny také v Shepperton Studios, kde se natáčely podzemní scény Města mrtvých. Zbudování Hamunaptry trvalo 16 týdnů. Další velká konstrukce byla vybudována ve Spojeném království. Loděnice v Chathamu si zahrály přístav Gíze na Nilu.

### Zvláštní efekty
Filmaři prý 15 milionů dolarů (z celkových 80) utratili za zvláštní efekty, které obstarala společnost Industrial Light & Magic. Producenti chtěli pro mumii nový vzhled, aby se vyvarovali srovnáváním s dřívějšími filmy. John Andrew Berton, Jr z Industrial Light & Magic začal na vzhledu mumie pracovat tři měsíce před začátkem natáčení. Arnold Vosloo byl točen tak, aby pracovníci zvláštních efektů mohli vidět přesně, jak se pohybuje a pak to zopakovat.

## Ohlas
Mumie měla premiéru 7. května 1999 a ve 3 210 kinech vynesla 43 milionů USD. Po celém světě film vydělal 415 milionů dolarů (doma: 155 milionů; zahraničí: 260 milionů).
I přes komerční úspěch a popularitu u publika byl ohlas u kritiky smíšený. Mumie získala pouze 54% hodnocení na Rotten Tomatoes a 48 bodů na Metacritic. Filmový kritik Chicago Sun-Times Roger Ebert napsal: "Těžko naleznu nějakou věc, kterou mohu říct ve prospěch filmu kromě toho, že jsem se bavil každou minutou. Nemohu polemizovat o scénáři, režii, herectví ani o mumii, ale mohu říct, že jsem se nenudil a chvílemi jsem byl bezdůvodně potěšen."
Mumie byla nominována na Oscara za nejlepší zvuk a na cenu BAFTA za nejlepší vizuální efekty. Obě ceny získal Matrix. Jerry Goldsmith získal BMI Film Award za nejlepší soundtrack, film vyhrál Saturn Award za nejlepší make-up.

## Následovníci
Komerční úspěch Mumie vedl k několika pokračováním a spin-offům. V roce 2001 byl uveden film Mumie se vrací (The Mummy Returns), ve kterém účinkuje většina z přeživších postav – tentokrát již manželé Rick a Evelyn stojí proti Imhotepovi a králi Škorpionovi, objevuje se také Rickův a Evelynin syn Alex. Filmy inspirovali také animovaný seriál a spin-off film, odehrávající se v době před Mumií, Král Škorpion (The Scorpion King) z roku 2002.
Třetí pokračování Mumie s názvem Mumie: Hrob Dračího císaře (The Mummy: Tomb of the Dragon Emperor) bylo uvedeno v roce 2008. Film se odehrává v Číně, kde je hlavním nepřítelem Ricka a Evelyn znovu oživlý čínský Dračí císař a jeho armáda. Rachel Weisz byla nahrazena Marií Bello. Ve stejném roce se pokračování dočkal také Král Škorpion a to ve filmu určeném přímo pro DVD Král Škorpión: Vzestup říše.
Film inspiroval také několik počítačových her a horskou dráhu Revenge of the Mummy ve dvou tematických parcích Universal Studios v Hollywoodu a Orlandu.